# Umut Nayir
Umut Nayir (Kocasinan, 28 de junio de 1993) es un futbolista turco que juega en la demarcación de delantero para el Konyaspor de la Superliga de Turquía.

## Selección nacional
Hizo su debut con la selección de fútbol de Turquía en un partido de clasificación para la Eurocopa 2024 contra Armenia que finalizó con un resultado de 1-2 tras los goles de Orkun Kökçü y Kerem Aktürkoğlu para Turquía, y un autogol de Ozan Kabak para Armenia.

## Clubes
| Club                           | País    | Año       | Partidos | Goles |
| ------------------------------ | ------- | --------- | -------- | ----- |
| MKE Ankaragücü                 | Turquía | 2012-2014 | 77       | 33    |
| Ankaraspor                     | Turquía | 2015-2016 | 11       | 3     |
| Yeni Malatyaspor (cedido)      | Turquía | 2016      | 16       | 5     |
| Göztepe S. K. (cedido)         | Turquía | 2016-2017 | 35       | 18    |
| Ankaraspor                     | Turquía | 2017      | 2        | 0     |
| MKE Ankaragücü (cedido)        | Turquía | 2017-2018 | 30       | 14    |
| Bursaspor (cedido)             | Turquía | 2018-2019 | 26       | 5     |
| Beşiktaş J. K.                 | Turquía | 2019-2020 | 29       | 6     |
| H. N. K. Hajduk Split (cedido) | Croacia | 2020-2021 | 26       | 6     |
| Giresunspor                    | Turquía | 2021-2022 | 34       | 9     |
| Ümraniyespor (cedido)          | Turquía | 2022-2023 | 32       | 18    |
| Fenerbahçe S. K.               | Turquía | 2023-2024 | 13       | 0     |
| Pendikspor (cedido)            | Turquía | 2024      | 18       | 5     |
| Konyaspor                      | Turquía | 2024-     | 39       | 8     |